# Joe Anderson
Joe Anderson est un acteur britannique né le 26 mars 1982 en Angleterre, connu pour avoir joué dans Across the Universe, Control et The Ruins.

## Biographie
Il a été élève du Richmond upon Thames College (en) ainsi que du Webber Douglas Academy of Dramatic Art à Londres. Ses parents (Miles Anderson et Lesley Duff) jouent dans les théâtres, films et la télévision. Anderson fait du théâtre depuis son plus jeune âge et a fait partie du Chichester Festival Theatre (en). Il se passionne aussi pour la photographie, la guitare et la gymnastique.
Anderson est apparu dans Copying Beethoven en tant que Karl van Beethoven (en), neveu du compositeur. Il joue aux côtés de Jim Sturgess et Evan Rachel Wood dans Across the Universe, un film musical accompagné de chansons des Beatles. Il a également joué le frère ainé de Jane Austen dans Becoming Jane et a interprété le rôle de Peter Hook, bassiste de Joy Division.
En 2009, il incarne Russell Clank dans The Crazies.
En 2012, il joue Alistair, un nomade européen, dans Twilight, chapitre IV : Révélation – partie 2.
En 2012, il joue le rôle de Lincoln Cole dans la série télévisée The River.

## Filmographie

### Cinéma
- 2004 : Creep de Christopher Smith : un mannequin
- 2005 : Silence Becomes You (de) de Stephanie Sinclaire : Luke
- 2006 : Copying Beethoven d’Agnieszka Holland : Karl van Beethoven
- 2006 : Little Box of Sweets de Meneka Das : Seth
- 2007 : Jane (Becoming Jane) de Julian Jarrold : Henry Austen
- 2007 : Control (Control: The Ian Curtis Film) d’Anton Corbijn : Peter Hook (VF : Jérémy Prévost[2])
- 2007 : Across the Universe de Julie Taymor : Maxwell Carrigan
- 2008 : Les Ruines (The Ruins) de Carter Smith : Mathias
- 2008 : The 27 Club d’Erica Dunton : Elliot
- 2009 : High Life de Gary Yates : Donnie
- 2009 : Love Happens de Brandon Camp : Tyler (VQ : Jean-François Beaupré)
- 2009 : Amelia de Mira Nair : Bill Stultz (VF : Michelangelo Marchese[3])
- 2010 : Opération Endgame (Rogues Gallery) de Fouad Mikati : le Fou
- 2010 : The Crazies de Breck Eisner : Sheriff Russell Clank
- 2010 : Flutter de Giles Borg : John
- 2012 : Le Territoire des loups (The Grey) de Joe Carnahan : Todd Flannery (VF : Alexis Tomassian et VQ : Philippe Martin)
- 2012 : Twilight, chapitre IV : Révélation – 2de partie (The Twilight Saga: Breaking Dawn) de Bill Condon : Alistair, un nomade européen
- 2013 : A Single Shot de David M. Rosenthal : Obadiah
- 2013 : Horns d'Alexandre Aja
- 2014 : Hercule (Hercules) de  Brett Ratner : Phineus
- 2014 : Supremacy de Deon Taylor : Tully
- 2014 : Shiva and May de Diane Bell : Cody
- 2017 : Hangman de Johnny Martin : Le Pendu
- 2017 : La Balade de Lefty Brown (The Ballad of Lefty Brown) de Jared Moshé : Frank Baines
- 2019 : Cold Blood Legacy : La Mémoire du sang de Frédéric Petitjean : Kappa
- 2019 : Backdraft 2 de Gonzalo López-Gallego : Sean McCaffrey
- 2020 : Sorcière (The Reckoning) de Neil Marshall : Joseph Haverstock

### Télévision
- 2005 : Inspecteur Barnaby (Midsomer Murders) : Max Ransom, dans l’épisode 5 de la huitième saison Double Vue (“Second Sight”)
- 2005 : Afterlife : Phil, dans l’épisode 1 de la première saison Au-delà des apparences (“More Than Meets the Eye”)
- 2012 : The River : Lincoln Cole (rôle principal)
- 2012 : The Divide (en) : Terry Kucik (rôle principal)
- 2015 : Hannibal : Mason Verger (rôle récurrent, saison 3)
- depuis 2016 : Outsiders : Asa Farrell

## Interprétations musicales

### DansAcross the Universe
- With a Little Help from My Friends
- I Want You (She's So Heavy)
- Dear Prudence
- Because
- Strawberry Fields Forever
- Happiness Is a Warm Gun
- Hey Jude
- She Loves You